# Jednadžba stanja idealnog plina
Jednadžba stanja idealnog plina je jednadžba stanja teoretski idealnog plina. To je dobro približenje ponašanja mnogih plinova, u različitim uvjetima, ali s nekoliko ograničenja. Prvi je objavio taj zakon Emile Clapeyron 1834. godine, kombinirajući Boyle-Mariotteov zakon i Charlesov zakon. Može se isto izvesti iz kinetičke teorije plinova, koju su razvili 1856. August Krönig i 1857. Rudolf Clausius.
Stanje neke količine plina se može odrediti s tlakom, obujmom i temperaturom. Noviji oblik tog zakona je:
{\displaystyle pV=NkT\,}
gdje je: p – apsolutni tlak plina (Pa), V – obujam plina (m3), N – broj čestica u plinu, k – Boltzmannova konstanta (1,38•10−23 J•K−1) i T - apsolutna temperatura u (Kelvinima). Ponekad se može pisati kao:
{\displaystyle pV=nRT\,}
gdje je: n – broj molova plina, R – univerzalna plinska konstanta (8,314472 J•mol−1• K−1), jednaka umnošku Boltzmannove konstante i Avogadrovog broja.

## Odstupanje od realnih plinova
Jednadžba stanja je za idealne plinove i približenje za realne plinove. U stvari, postoji dosta razlika u odnosu na realne plinove. Budući da zanemaruje veličinu molekula i međumolekularno djelovanje, jednadžba stanja idealnog plina je najtočnija za jednoatomske plinove, kod visokih temperatura i kod manjih gustoća plinova. Važnost međumolekularnog djelovanje se smanjuje s povećanjem toplinske kinetičke energije plinova, tj. s povećanjem temperature. Detaljnija jednadžba stanja, kao što je van der Wallsova jednadžba, uzima u obzir veličinu molekula i međumolekularne sile.

## Izmijenjeni oblici jednadžbe

### Molarni oblik
Broj molova (n) je jednak masi (m) plina podjeljenom s molarnom masom (M):
{\displaystyle n={\frac {m}{M}}}
Ako zamijenimo n, i ako uzmemo za gustoću ρ = m/V, dobivamo:
{\displaystyle \ pV={\frac {m}{M}}RT}
{\displaystyle \ p=\rho {\frac {R}{M}}T}
Ako odredimo specifičnu plinsku konstantu Rspecif kao odnos R/M, dobivamo:
{\displaystyle \ p=\rho R_{\rm {specif}}T}
Ovaj oblik je koristan jer povezuje tlak, gustoću i temperaturu. Osim toga, može se jednadžba pisati uzimajući u obzir specifični volumen v, koji je obrnuto proporcionalan gustoći:
{\displaystyle \ pv=R_{\rm {specif}}T}